# Gia tộc Miyoshi
Gia tộc Miyoshi (三好氏, Tam Hảo thị) là một gia đình Nhật Bản có nguồn gốc từ Thiên hoàng Seiwa (850-880) và gia tộc Minamoto (Seiwa-Genji). Họ là chi út của gia tộc Ogasawara và gia tộc Takeda.
Vào đầu thế kỷ 14, Ogasawara Nagafusa định cư ở Shikoku. Cháu 8 đời của ông đinh cư ở huyện Miyoshi (tỉnh Awa) và lấy địa danh này làm họ. Họ là chư hầu lớn của gia tộc Hosokawa và rồi nắm toàn quyền ở đảo Shikoku.
Trong thời Sengoku, họ kiểm soát vài tỉnh, bao gồm Settsu và Awa (ngày nay là vùng Kinki). Mặc dù danh tiếng của họ đã phai nhạt, Ogasawara, một gia tộc có liên hệ gần với họ, sẽ tiếp tục là một lực lượng chính trị quan trọng trong suốt thời Edo.
Trong các thuộc hạ của gia tộc này có Matsunaga Hisahide và con trai ông là Hisamichi.

## Các thành viên đáng chú ý của gia tộc
- Miyoshi Yukinaga
- Miyoshi Nagahide
- Miyoshi Motonaga
- Miyoshi Nagayoshi
- Miyoshi Yoshikata
- Sogō Kazumasa
- Atagi Fuyuyasu
- Atagi Nobuyasu
- Sogō Masayasu
- Sogō Nagahide
- Miyoshi Yoshitsugu
- Miyoshi Nagaharu
- Miyoshi Yoshioki
- Miyoshi Nagayasu
- Miyoshi Masayasu
- Iwanari Tomomichi
- Miyoshi Yasunaga
- Miyoshi Masanaga
- Miyoshi Hideyuki – chính trị gia Nhật Bản thời Showa.